# Eremberto de Frisinga
Eremberto, también conocido por Erenberto, Erquinpreto, Ercanperto, Erquinberto o Erquemberto († 747 o en 748), fue abad de la abadía benedictina de Frisinga, desde la muerte hacia el año 730 de su fundador, hermano y antecesor San Corbiniano, y desde 739 hasta 747 o 748 el primer (segundo si contamos a su hermano, San Corbiniano) obispo de Frisinga. 
Eremberto era hermano de San Corbiniano y fue el abad de la abadía benedictina de Frisinga, fundada por el santo "en una montaña cerca de Frisinga", cuando San Corbiniano murió hacia el año 730. La abadía corbiniana fue un centro de enseñanza religiosa de la zona centrada en Frisinga, que en aquella época era la capital elegida por los duques de Baviera Huberto I y Odilón I.
Pese a ser considerado como el primer obispo de Frisinga, San Corbiniano no llegó a ver erigida canónicamente su sede de Frisinga, pues fue el legado papal, San Bonifacio, quien reorganizó las diócesis de Baviera en el año 739, estableciendo oficialmente la diócesis de Frisinga y eligiendo a Eremberto como obispo. San Bonifacio, el evangelizador de los germanos, hizo depender al Obispado de Frisinga en un principio del Arzobispado de Maguncia, como al resto de diócesis bávaras (Salzburgo, Passau, Ratisbona, Augsburgo, entre otras). 
El territorio de la diócesis pastoreada por Eremberto incluía el territorio al este de la cuenca alta del río Isar hasta el río Eno y por el sur hasta la divisoria de las cuencas hidrográficas entre el Eno y el Isar. La elevación a obispo de Eremberto en 739 convirtió a la iglesia de Frisinga en catedral.
Eremberto, como abad de la abadía y escuela corbiniana, fue responsable de la educación del sucesor designado en su sede catedralicia, José de Verona.